# Idea Prokom Open 2001
Die Idea Prokom Open 2001 waren der Name eines Tennisturniers der WTA Tour 2001 für Damen sowie eines Tennisturniers der ATP Tour 2001 für Herren, welche zeitgleich vom 23. bis 29. Juli 2001 in Sopot stattfanden.